# Resolutie 188 Veiligheidsraad Verenigde Naties
Resolutie 188 van de Veiligheidsraad van de Verenigde Naties werd aangenomen op 9 april 1964. Negen leden van de VN-Veiligheidsraad stemden voor de resolutie. Het Verenigd Koninkrijk en de Verenigde Staten onthielden zich.

## Achtergrond
Begin jaren 1960 streden groeperingen in Zuid-Jemen, dat toen een protectoraat van Groot-Brittannië was, voor onafhankelijkheid. Groot-Brittannië meende dat de Jemenitische Arabische Republiek, oftewel Noord-Jemen, hen steunde. Als vergelding werd een luchtaanval uitgevoerd op de staat Harib in Centraal-Jemen.

## Inhoud
De Veiligheidsraad had de klacht van de Jemenitische Arabische Republiek over de Britse luchtaanval op Jemens grondgebied in overweging genomen, en was diep bezorgd om de ernstige situatie in de regio. De paragrafen °3 en °4 in artikel °2 van het Handvest van de Verenigde Naties werden in herinnering geroepen. De verklaringen die werden afgelegd tegenover de Veiligheidsraad werden gehoord.
De vergeldingen werden veroordeeld als zijnde onverenigbaar met de doelstelling van de VN. De Veiligheidsraad betreurde de Britse militaire actie in Harib op 28 maart, en alle aanvallen en incidenten in de regio. De Jemenitische Arabische Republiek en het Verenigd Koninkrijk werden opgeroepen om er alles aan te doen om verdere incidenten te vermijden en de vrede in het gebied te herstellen. De secretaris-generaal werd gevraagd om te proberen lopende twisten op te lossen.

## Verwante resoluties
- Resolutie 179 Veiligheidsraad Verenigde Naties

Lijst ·  186 ·  187 ·  188 ·  189 ·  190 ·  191 ·  192 ·  193 ·  194 ·  195 ·  196 ·  197 ·  198 ·  199